# اپام نپات
آپام نپات یا اَپام نپات (آوانویسی: apām napāt) که به نام بُرز ایزد نیز خوانده شده‌است، از ایزدان کهن در اساطیر مردمان هندواروپایی از جمله مردمان آریایی است. آپام نبات در وداها به معنای خدای آب ها آمده و در اوستا با عنوان فرزند آب ها یا نوه آب‌ها از وی یاد شده‌است. او ایزد آب‌های زمینی٬ رودها٬ دریاچه‌ها٬ دریاها و چاه‌هاست. او آب‌ها را پخش می‌کند ، نیرومند و بلندبالاست و دارندهٔ اسب تندروست.
آپام نبات یکی از سه خدای بزرگی است که لقب اهوره داشته و این خود گویای مقام اوست.

## معرفی
آپام نبات را ایزد آب‌ها خوانده‌اند و او را به عنوان سرچشمه آب‌های زمین ستایش کرده‌اند. یکی از القاب معروف این ایزد، همان برز ایزد است که در اوستا به شکل بِرِزانت به معنای بلندبالا آمده‌است.
با وجود اهمیت فراوان این ایزد در اعصار کهن، نقش او در گذر زمان، در برابر اردوی سور آناهیتا کمرنگ و کمرنگ تر می‌شود و نقش او کم کم به این ایزدبانو واگذار می‌شود.

## درباره این ایزد
در مورد این ایزد، در یشت ۸، بند ۳۴ می‌خوانیم که:
ای اسپنتمان زردشت! اپم نبات به همراهی باد چالاک و فر در آب آرام گزیده تا فروهر‌های پاکان را به هریک از مکان‌ها در جهان مادّی، حصه یی معین از آب تقسیم کند.
همچنین در زامیادیشت، اپام نبات چون ایزدی بلندبالا و دادرس دادخواهان یاد شده و به او صفت تیز اسب داده شده‌است. این اسب بر آن است که به فرّه یی که به دریای فراخ‌کرت گریخته، دست یابد. در بندهای ۵۱ و ۵۲ زامیادیشت می‌خوانیم:
فر به دریای فراخکرت جَست، آنگاه اپم نپات تیز اسب بی‌درنگ آن را دریافت. اپم نبات تیز اسب آرزوی داشتن آن نمود: این فرّ دست نیافتنی را من خواهم گرفت، از ته دریای ژرف.

[پس] سرور بزرگوار، شهریار شیدور، اپم نبات تیز اسپ را می‌ستائیم، آن دلیر اجابت‌کنندهٔ استغاثه را. و آن کسی را که بشر را بیافرید، که بشر را ساخت و آن ایزد آب، اپام نپات را، که نیکو بشنود هر آن گاه که او را بستایند.